# 津田淳
津田 淳（つだ じゅん、1927年11月4日 - ）は、日本の哲学者、茨城大学名誉教授。
北海道生まれ。東北大学文学部哲学科卒、同大学院博士課程満期退学。茨城大学教育学部助教授、教授。91年定年退官、名誉教授、中央学院大学教授。キリスト教哲学を研究した。

## 著書
- 『愛とルサンティマンの人間学 その文化病理的社会の深層』川島書店 1991
- 『人間の森の探究 スフィンクスの謎は解けるのか』川島書店 1996

### 共編著
- 『生きることの探究 西欧思想史におけるその展開』谷口隆之助共編著 川島書店 1977
- 『道徳教育の人間学的基礎 「人間になる」ということ』編著 川島書店 1986

### 翻訳
- H・H・シュライ『二十世紀の世界像と信仰』新教出版社 新教新書 1964
- J.コリンズ『実存思想の系譜』谷口隆之助共訳 誠信書房 1966
- ボイス・オブ・アメリカ編『ティーン・エイジャーの世界』佐藤寿郎共訳編 誠信書房 1968
- ラインホルト・ニーバー『人間の本性とその社会』坪井一共訳 北望社 1969
- マックス・シェーラー『ルサンティマン 愛憎の現象学と文化病理学』北望社 1972